# 女流名人戦 (韓国)
女流名人戦（じょりゅうめいじんせん、여류명인전）は、韓国の囲碁の女流棋士による棋戦。1999年に創設。第9期からSTX杯女流名人戦。
- 主催 毎日新聞 (韓国)
- 後援 (9期-)STX
- 優勝賞金 (1-7期)800万ウォン、(8期-)1200万ウォン

## 方式
- 8名の本戦出場者による敗者復活式トーナメント戦優勝者が、前年の女流名人位と挑戦手合三番勝負（第1期は決勝三番勝負）
- 前年の挑戦手合敗者は本戦シード
- 持時間は第7期まで各3時間、1分の秒読み5回、8期以降は各1時間、40秒の秒読み3回
- コミは6目半

## 歴代優勝者と決勝戦
（左が優勝者）
1. 2000年 朴鋕恩 2-1 李英信
2. 2001年 芮廼偉 2-1 朴鋕恩
3. 2002年 芮廼偉 2-0 玄味眞
4. 2003年 芮廼偉 2-0 趙惠連
5. 2004年 趙惠連 2-0 芮廼偉
6. 2005年 芮廼偉 2-0 趙惠連
7. 2006年 芮廼偉 2-1 趙惠連
8. 2007年 芮廼偉 2-0 李多慧
9. 2008年 芮廼偉 2-0 趙惠連
10. 2009年 芮廼偉 2-1 趙惠連
11. 2010年 芮廼偉 2-1 趙惠連
12. 2011年 芮廼偉 2-1 趙惠連
13. 2012年 崔精 2-0 金美里　（芮廼偉が不出場のため決勝三番勝負）
14. 2013年 崔精 2-1 朴志娟
15. 2014年 崔精 2-1 朴志娟
16. 2015年 崔精 2-0 呉侑珍
17. 2016年 崔精 2-0 呉侑珍